# Tripterygion melanurum
Tripterygion melanurum är en fiskart som beskrevs av Guichenot, 1850. Tripterygion melanurum ingår i släktet Tripterygion och familjen Tripterygiidae. IUCN kategoriserar arten globalt som livskraftig. Inga underarter finns listade i Catalogue of Life.